# Zenon Sarbak
Zenon Marian Sarbak (ur. 17 lutego 1940 w Poznaniu, zm. 13 marca 2019 tamże) – polski chemik, prof. dr hab.

## Życiorys
Syn Bronisława i Zofii. Uzyskał stopień doktora habilitowanego w 1986, a 2 czerwca 2000 otrzymał tytuł naukowy profesora nauk chemicznych. Pracował na stanowisku profesora nadzwyczajnego w Zakładzie Chemii Koordynacyjnej i Pracowni Adsorpcji i Katalizy w Ochronie Środowiska na Wydziale Chemii Uniwersytetu im. Adama Mickiewicza w Poznaniu oraz w Państwowej Wyższej Szkole Zawodowej im. Stanisława Staszica w Pile.
Pochowany na cmentarzu parafialnym św. Antoniego Padewskiego w Poznaniu.

## Publikacje
- 2004: Characterisation of Surface Properties of Various Fly Ashes[3]
- 2007: Utlenianie jako skuteczna metoda usuwania organicznych związków siarki z paliw silnikowych[3]
- 2007: Thermal characterization of molybdenum and platinum- molybdenum catalysts[3]
- 2008: Removal of carbonaceous matters over alumina supported chromium and platinum chromium catalysts[3]